# UHBニュース&ウェザー
『UHBニュース&ウェザー』（ユーエイチビー ニュースアンドウェザー）は、北海道文化放送（UHB）が深夜の放送休止時間帯にフィラーとして放送しているテレビ番組。2005年4月4日放送開始。
UHB本社屋上のアンテナタワー頂上部に設置されているお天気カメラからの札幌市内の映像をバックに、UHB提供のニュースサイト「北海道ニュースUHB」のヘッドラインニュース（2024年4月までは北海道新聞提供のニュース）と天気予報をL字画面で音楽付で流している（かつては日によって映画のPRビデオ等が流されることもあった）。なお、特別番組の放送や放送機器のメンテナンスなどで放送が無いことがある。メンテナンスによる放送休止の場合には完全停波される。
2010年7月 - 2011年7月のアナログ放送でのレターボックス放送期間中は他の番組とは異なり、L字画面は4:3サイズのままで天気カメラの16:9レターボックス映像と上下黒帯表示のアナログ放送終了に関するテロップは画面右上にスライドして放送されていた。
番組の開始時は前枠のテレビショッピングからステーションブレイクなしで「引き続き、『UHBニュース&ウェザー』をお送りします」と表示・ナレーションされ、番組の終了時は「『UHBニュース&ウェザー』を終了いたします。このあともUHBにおつきあい下さい」と表示・ナレーションされる。